# ویلیام گادفری فوترگیل جکسون
ویلیام گادفری فوترگیل جکسون (انگلیسی: William Jackson; ۲۸ اوت ۱۹۱۷ – ۱۲ مارس ۱۹۹۹) فرد نظامی اهل بریتانیا بود. وی همچنین برندهٔ جوایزی همچون صلیب نظامی شده‌است.